# Mars 2022
Mars 2022 est le troisième mois de l'année 2022.

## Événements
- Mars : début de la canicule au Pakistan et en Inde.
- 1er mars : au Burkina Faso, Paul-Henri Sandaogo Damiba, le chef de la junte au pouvoir, signe un plan pour entamer une transition de trois ans vers la démocratie[1].
- 2 mars : 
  - la Russie et la Biélorussie participeront aux prochains Jeux paralympiques d'hiver à Pékin malgré leur invasion de l'Ukraine. Cependant, ils seront classés comme « pays neutres »[2].
  - l'invasion de l'Ukraine par la Russie est condamnée par l'Assemblée générale des Nations unies[3].
- 2 et 3 mars : élection présidentielle en Arménie.
- 3 mars :
  - la Géorgie et la Moldavie déposent officiellement leurs candidatures à l'adhésion à l'Union européenne.
  - le CIO annule l'autorisation de participer aux Jeux paralympiques d'hiver à Pékin pour les délégations russes et biélorusses, y compris sous bannières neutres[4],[5].
- 4 mars au 13 mars : 
  - XIIIe Jeux paralympiques d'hiver à Pékin, en Chine.
  - une attaque dans une mosquée de Peshawar, au Pakistan, tue au moins 63 personnes et en blesse plus de 190 autres.
  - attaque de Mondoro, pendant la guerre du Mali[6].
- 5 au 17 mars : le cyclone Gombe (en) tue au moins 53 personnes au Mozambique[7].
- 6 mars : le gouvernement danois veut rejoindre la politique de défense de l’Union européenne et va organiser un référendum national pour le 1er juin 2022, en réaction à l'invasion russe de l'Ukraine[8].
- 7 mars : les forces françaises confirment des informations selon lesquelles elles ont tué Yahia Djouadi, haut responsable d'Al-Qaïda d'origine algérienne, lors d'une frappe de drone Au Mali en février 2022[9].
- 8 mars : en Australie, le Premier ministre Scott Morrison a déclaré une urgence nationale en réponse aux inondations en cours qui a fait plus de vingt morts[10].
- 9 mars :
  - élection présidentielle en Corée du Sud, victoire du candidat de l'opposition Yoon Seok-youl.
  - l'épave de l'Endurance, navire d'Ernest Shackleton perdu en mer de Weddell en 1915, est retrouvée.
- 10 mars :
  - élection présidentielle en Hongrie, Katalin Novák est élue.
  - En République démocratique du Congo, un accident de train fait 75 morts et 125 blessés dont 28 graves[11].
- 12 mars :
  - élection présidentielle au Turkménistan, Serdar Berdimuhamedow remporte l'élection dès le premier tour avec près de 73 % des suffrages.
  - Quentin Fillon Maillet remporte la Coupe du monde de biathlon.
- 13 mars : 
  - élections législatives en Colombie, avancée de la coalition de gauche du Pacte historique.
  - 75e cérémonie des British Academy Film Awards.
- 16 mars : 
  - au Niger, un bus d'une compagnie de transport et un camion ont été attaqués par un groupe de jihadistes armés sur l'axe Dori-Téra. Au moins 21 passagers, dont le chauffeur du bus qui revenait de Ouagadougou, ont été tués[12].
  - au Japon, un tremblement de terre de magnitude 7,3 frappe la côte de Fukushima, tuant au moins quatre personnes et en blessant plus de 225 autres.
- 17 mars : élection présidentielle en Colombie (primaire).
- 18 mars : en Turquie, inauguration du pont du détroit des Dardanelles, le plus long pont suspendu au monde.
- 19 mars : 
  - élection présidentielle au Timor oriental (1er tour).
  - l’équipe de France de rugby à XV remporte le tournoi des Six Nations 2022 et son dixième Grand Chelem.
- 21 mars : en Chine, un Boeing 737 assurant le vol 5735 de la compagnie China Eastern Airlines s'écrase avec 133 personnes à bord.
- 23 mars : 
  - le mathématicien américain Dennis Sullivan remporte le prix Abel pour ses travaux en topologie.
  - en Somalie, Al-Shabaab tue au moins 48 personnes dans une série d'attaques à Mogadiscio et Beledweyne.
  - un hélicoptère de la MONUSCO s'est écrasé, tuant ses 8 occupants en République démocratique du Congo[13].
- 26 mars : 
  - les élections générales à Malte reconduisent le Parti travailliste et Robert Abela premier ministre du gouvernement.
  - la coalition saoudienne au Yémen lance une série de raids aériens sur des cibles au Yémen en réponse aux attaques contre les installations énergétiques saoudiennes par les Houthis[14].
  - Début du Tournoi des Six Nations féminin 2022.
- 27 mars : échec du référendum abrogatif en Uruguay.
- 30 mars : la découverte de WHL0137-LS, surnommée Earendel, l'étoile connue la plus éloignée, à 12,9 milliards d'années-lumière de la Terre, est annoncée[15].
- 31 mars : 150 à 500 habitants du village de Moura, près de Mopti, sont massacrés par l'armée malienne et le Groupe Wagner.